# Strižnjak
Koordinati:   43°49′10″N, 15°16′48″E
Strižnjak je nenaseljen otoček v Jadranskem morju. Pripada Hrvaški.
Strižnjak leži v  Narodnem parku Kornati ob južni obali otoka Kornata, od katerega je oddaljen okoli 200 m. Površina otočka je 0,028 km², dolžina obale meri 0,61 km, najvišja točka je visoka 6 mnm.